# レニングラード州

レニングラード州
ロシア語: Ленинградская область

レニングラード州（レニングラードしゅう、Ленинградская область, Leningrad Oblast）は、ロシア連邦の州（オーブラスチ）。北西連邦管区に属する。州都はガッチナだが、2023年時点で行政府はサンクトペテルブルクに所在する（なおサンクトペテルブルク市は連邦特別市として州から独立している）。
州名は革命家のウラジーミル・レーニンにちなむ。なお、レニングラード州西部は、近世までは、イングリア（インゲルマンラント、イジョール）と呼称されていた。

## 概要
- 面積　83,908km2[2]
- 人口　2,000,997人（2021年国勢調査[3]）
- 人口密度　23.85人/km2

州都はガッチナ。2023年の州憲章改正までは恒久的な州都が定められておらず、2018年はヴィボルグ、2019年はボクシトゴルスク、2020年はフセヴォロジスクと毎年変更されていた。ただ行政機能は一貫してサンクトペテルブルクに置かれており、2027年までにガッチナへ移転する予定となっている。

## 地理
西のフィンランド湾でバルト海に面し、フィンランド、エストニアと国境を接する。ロシア国内では、南にノヴゴロド州、プスコフ州、東にヴォログダ州、北にカレリア共和国と隣り合う。
広規模の高原が存在する場所としても知られ、代表的なものではイゾラ高原やプルコヴォ高原がある。
1,800を越える湖がある。カレリア共和国との境界にはヨーロッパ最大の湖のラドガ湖がある。主な河川は、ネヴァ川、ヴォルホフ川など。面積の55.5%を森林が占める。
- 1月の平均気温　-9度から-11度
- 7月の平均気温　+16度から+17度

## 歴史

### 前史
すでに5世紀ごろには、一帯にフィン・ウゴル系の民族が暮らしていた。8世紀にスラヴ系の民族が定住を始める。
750年代ごろ、ロシア北西部で最古のロシア人集落ラドガ（18世紀以降、スターラヤ・ラドガ）が形成された。9世紀から10世紀にかけて、ラドガは古代ロシアの政治的・経済的な中心都市の一つとなった。
12世紀にノヴゴロドが政治的な独立を獲得すると、フィンランド湾一帯はノヴゴロド公国に編入された。13世紀から14世紀にかけて、この地域の領有をめぐってリヴォニアとスウェーデンが争った。このころ、ロシア北西部の国境の守備のために、ノヴゴロドはヤム、コポリエ、オレショクなどの要塞都市を建設した。
1617年にスウェーデンに征服されるが、大北方戦争（1700年 - 1721年）に勝利したロシアが奪還した。
1703年にピョートル大帝が現在のサンクトペテルブルクにペトロパヴロフスク要塞を築いて後、急速に発展する。
1708年の県設置により、サンクトペテルブルク周辺はインゲルマンランド県となり、1710年にはサンクトペテルブルク県に改名した。
1812年にはロシア帝国の首都がモスクワからサンクトペテルブルクに移された。

### 州設立後
1927年には県が廃され州が置かれ、レニングラード州となった。
1929年から1939年にかけ、西部州 (Западная область, Western Oblast)、カリーニン州（カリーニングラード州とは別）、ヴォログダ州、ムルマンスク州が新設され、レニングラード州から、あるいはレニングラード州を含む複数の州から分離した。また、1931年にはレニングラード市（サンクトペテルブルクのソ連時代の名）が分離した。
1940年、冬戦争のモスクワ講和条約によりフィンランドから割譲された領土のうち、カレリア地峡がレニングラード州に編入された。従来のフィン・ウゴル系住民はフィンランドへの難民となり、ロシア人が移住した。
1941年に始まった独ソ戦では、一部がドイツに占領されレニングラード包囲戦が戦われた。同じ年にフィンランドと継続戦争も始まり、旧フィンランド領地域が占領された。ただしそれらは全て回復した。
戦後も小さな拡大縮小はあり、現在の領域となったのは1978年である。
1991年にレニングラードは名前をサンクトペテルブルクに戻したが、レニングラード州の名はそのままである。
2019年10月1日より、電子査証によるサンクトペテルブルクおよびレニングラード州への訪問が可能となった。
（詳細はロシアの査証政策を参照）
2021年4月、ガッチナが州政府の所在地として州憲章に明記された。2022年4月3日、州憲章が改正されガッチナが正式に州都と定められた。

## 行政区画

### 主な都市
- ガッチナ
- ペテルホフ
- ヴィボルグ
- セルトロヴォ
- ソスノヴィ・ボル
- チフヴィン
- キンギセップ
- クロンシュタット
- ロモノソフ
- ヴォルホフ
- ゼレノゴルスク
- コルピノ
- プーシキン
- ペトロドヴォレツ

## 産業
主な産業は機械製造、木材加工、化学工業など。

## 標準時
レニングラード州は、モスクワ時間帯の標準時を使用している。時差はUTC+3時間で、夏時間はない。（2011年3月までは標準時がUTC+3、夏時間がUTC+4、同年3月から2014年10月までは通年UTC+4であった）